# Kiyohiro Miura
Pour les articles homonymes, voir Miura (homonymie).
Kiyohiro Miura (三浦清宏, Miura Kiyohiro), est un écrivain japonais, né le 10 septembre 1930. Il a reçu le prix Akutagawa en 1988 pour son roman Je veux devenir moine zen.

## Romans
- Je veux devenir moine zen, Éditions Picquier, 1988.